# Přírodní park Leopoldovy Hamry
Přírodní park Leopoldovy Hamry je chráněné území – přírodní park v Karlovarském kraji v okrese Cheb a okrese Sokolov v západní části Krušných hor při státní hranici s Německem se středem mezi Luby a Kraslicemi. Nejvyšší nadmořskou výškou v parku je vrchol Počáteckého vrchu (819 m). Nachází se přibližně 500 m od českoněmecké státní hranice. Od státní hranice se území sklání k jihu a jihovýchodu. Geomorfologicky leží park v Jindřichovické vrchovině. Na severozápadě v okrese Cheb má park krátkou hranici s přírodním parkem Kamenné vrchy.

## Historie
Přírodní park Leopoldovy Hamry byl vyhlášen v roce 1986 Okresním úřadem v Sokolově jako oblast klidu, v roce 1995 došlo vyhlášením Okresního úřadu v Chebu k přejmenování oblasti klidu na přírodní park.

## Přírodní poměry

### Geologie

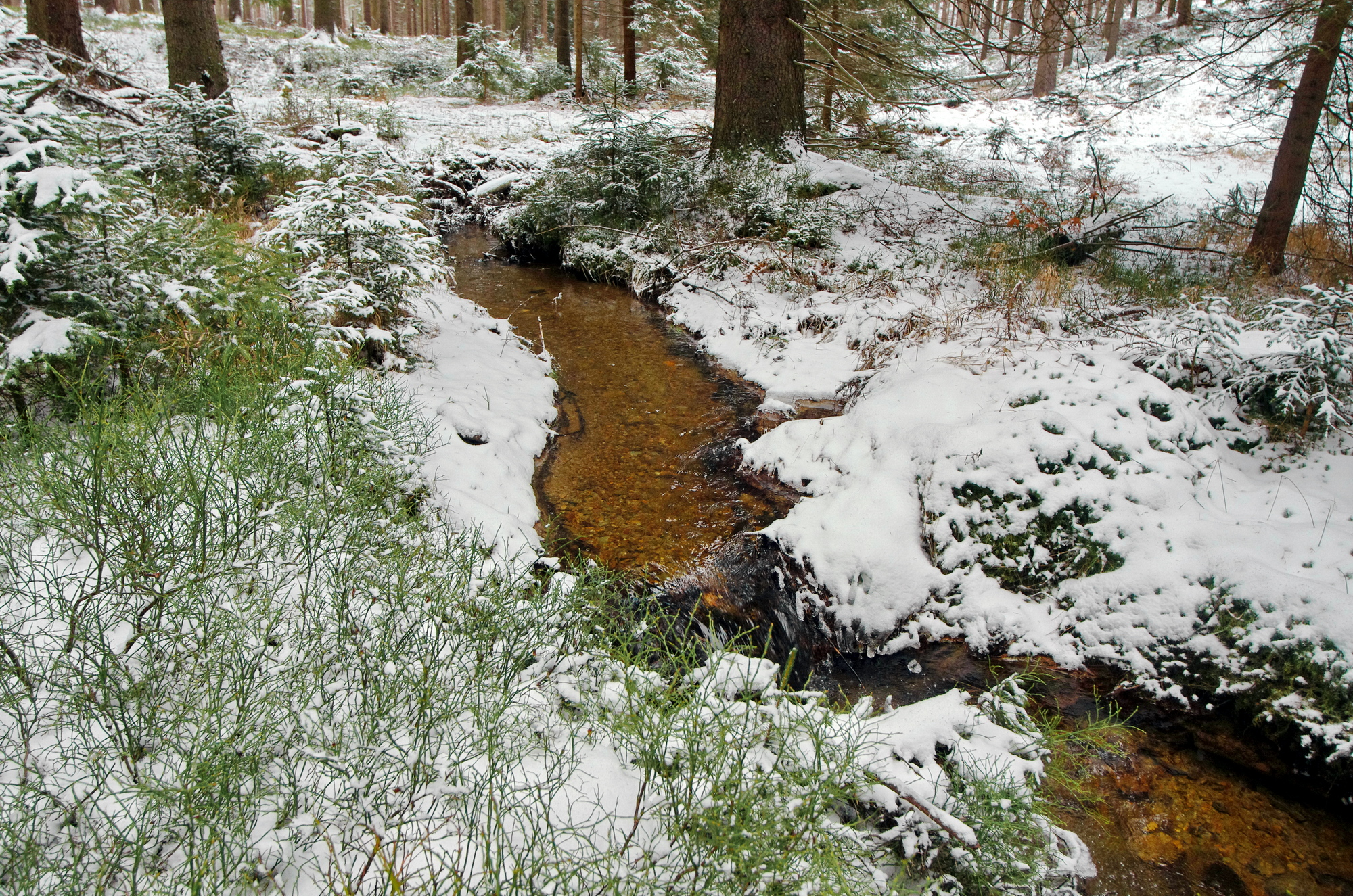
Studenecký potok v západní části parku

Podloží v sokolovské části parku tvoří krystalinikum Krušných hor, jižní chebská část parku je vyplněna terciérními sedimenty Chebské pánve. Krystalinikum je zde zastoupeno především fylity a fylitickými kvarcity. Výrazný geomorfologický skalní výchoz drobového kvarcitu je chráněn na Vysokém kameni. Kontakt krystalinika a terciéru je tektonický a neklidný, s hypocentrem pod Novým kostelem na jihozápadním okraji parku.
Vyskytují se zde nejsilnější zemětřesné roje v České republice s magnitudem až 4,5 stupně Richterovy stupnice.
Monitorování seismicity ukázalo, že hloubka hypocenter zemětřesení se pohybuje v rozsahu 4 až 30 km, zpravidla však nepřesahuje 10 km. Nelze vyloučit, že při příštím zemětřesném roji nemůže dojít k „probuzení“ v jiné části západočeského regionu.

### Hydrologie

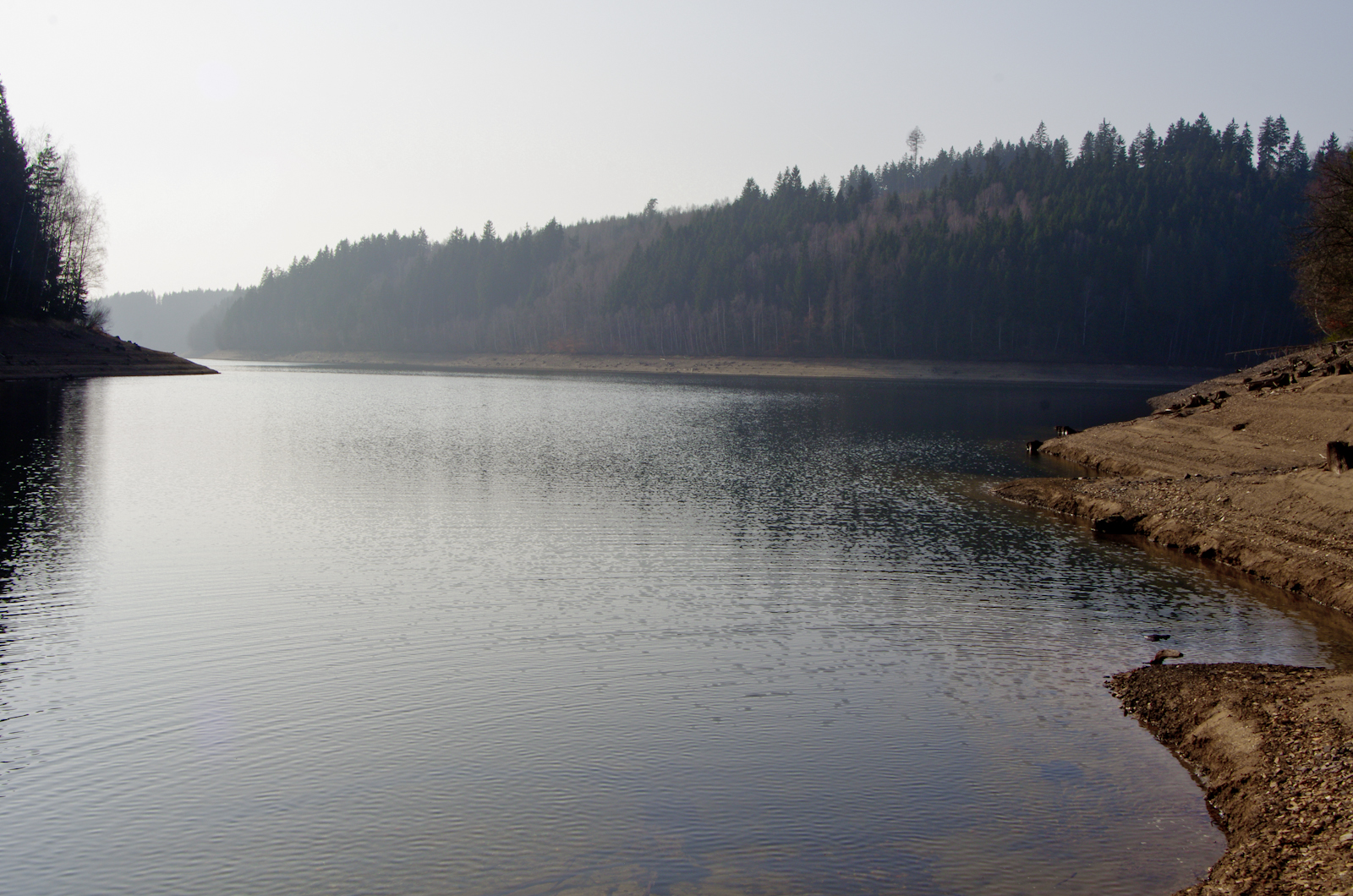
Vodní nádrž Horka

Oblast je odvodňována do Ohře. Při hranici chebské a sokolovské části parku protéká hlubokým údolím Libocký potok, který pramení pod Počáteckým vrchem. Na něm je vybudována přehradní nadrž Horka, ze které je pitnou vodou zásobováno Sokolovsko. Menšími vodními toky v území jsou Studenecký potok, Zadní Liboc a Čirý potok.

### Flóra
Území se řadí do fytogeografického podokresu Halštrovská vrchovina. Z dřevin zde převládají smrky s menším podílem buku, borovice a olše. V rybníčku přírodní památky Studenec je větší kolonie ohroženého dáblíku bahenního (Calla palustris) a kosatce žlutého (Iris pseudacorus), na podmáčených loukách roste ve společenstvu ostřice zobánkaté (Carex rostrata Stokes), vachta trojlistá (Menyanthes trifoliata) a zábělník bahenní (Potentilla palustris). V ostřicomechových porostech roste prstnatec májový (Dactylorhiza majalis) a klikva bahenní (Vaccinium oxycoccos).

### Fauna
Kromě běžných druhů savců a ptáků zde pravidelně zde hnízdí výr velký (Bubo bubo) a holub hřivnáč (Columba palumbus). Zoologický průzkum zjistil výskyt čolka horského (Triturus alpestris) a vzácného čolka hranatého (Triturus helveticus).

## Turismus
K turistickým cílům patří v sokolovské části parku přírodní památka Vysoký kamen, kde je turistická vyhlídka ze skalního vrcholu, v chebské části parku zachovalá lidová architektura zemědělských usedlostí v Kopanině a Božetíně.

## Maloplošná chráněná území
Na území přírodního parku, v jeho sokolovské části, se nachází maloplošná chráněná území:
- přírodní rezervace V rašelinách
- přírodní památka Vysoký kámen
- přírodní památka Studenec